# Muwatal·lis I
Muwatal·lis I va ser un rei hitita abans del 1400 aC. Era successor de Huzziyas II amb el que no se li coneix relació familiar, tot i que pel seu càrrec de comandant de la guàrdia reial s'ha suposat que tenien algun parentiu.
Portava el títol de Labarnas. El seu nom és tant luvita com hitita, i és possible que el seu significat fos "conquistador". La seva dona es deia Walanni i segurament va ser assassinada en ser enderrocat Muwatallis. Aquest rei va arribar al tron mitjançant un cop d'estat, i va matar el rei anterior. Va governar amb ajuda d'un tal Muwa, cap de la guàrdia reial, amb el que devia tenir algun parentiu, i no va prescindir en el seu govern dels fills del rei enderrocat, Himuilis, cap dels servidors del palau, i Kantuzilis, cap militar. Els dos fills del rei assassinat Huzziyas II, van conspirar contra Muwatal·lis i el van matar, però Muwa va venjar aquesta mort amb ajuda dels hurrites. Tudhalias II, potser fill d'Himuilis, va derrotar Muwa i els seus aliats i va pujar al tron
Durant el seu regnat, Muwatal·lis va imposar tractats als petits regnes de Tegarama, Zazzisa, Alha, Armatana, Arawanna, Ishuwa i d'altres de la regió de l'Alt Eufrates, molts d'ells hurrites que s'havien format durant la crisi hitita que havia durant gairebé un segle, però sobre els que Mitanni no va tardar a imposar el seu domini (després del 1400 aC).